# Oliver Bearman
Oliver James Bearman (født 8. maj 2005) er en britisk racerkører. I 2024-sæsonen kører han Formel 2 for the italienske Prema Racing. Han er også medlem af Ferrari Driver Academy, og er reservekører for både Scuderia Ferrari og Haas F1 Team. Den 4. juli 2024 blev det offentliggjort, at Oliver Bearman kommer til at køre Formel 1 for Haas i 2025-sæsonen. Den 9. marts 2024 kørte han sin første Formel 1-løb i Saudi Arabiens Grand Prix 2024. Oliver Bearman endte på en 6. plads i løbet.

## Karriere

### US Racing
Oliver Bearman debuterede i motorsport med at køre ADAC Formel 4 2020 for det tyske US Racing, mens han kørte Formel 4 Italien også for US Racing.

### Van Amersfoort Racing
I 2021-sæsonen skiftede Oliver Bearman til Van Amersfoort Racing og kørte både Formel 4 Italien og ADAC Formel 4. Han vandt Formel 4 Italien, og derefter ADAC Formel 4, som betød, at han blev den første person til at nogensinde vinde 2 Formel 4-titler i et år.

### Fortec Motorsport
I 2021-sæsonen kørte Oliver Bearman også BRDC Formel 3 for Fortec Motorsport.

### FIA Formel 3
Den 31. oktober 2021 blev det offentliggjort, at Oliver Bearman skulle deltage i FIA Formel 3’s eftersæson test med Prema Racing sammen med Jak Crawford, Arthur Leclerc og Paul Aron. Oliver Bearman endte på en 3. plads i tabellen.

### FIA Formel 2
Den 14. november 2022 blev det offentliggjort, at Oliver Bearman skulle køre Formel 2 for Prema Racing sammen med den danske Frederik Vesti. På Baku City Circuit i 2023 vandt Oliver Bearman løbet, som betød, at han blev den andenyngste til at vinde et Formel 2-løb efter Théo Pourchaire.
I 2024-sæsonen kører Oliver Bearman stadig Formel 2 for Prema Racing sammen med Andrea Kimi Antonelli.

## Formel 1
Den 27. januar 2024 blev Oliver Bearman valgt, at dele rollen som reservechauffør for Ferrari mellem Robert Shwartzman og Antonio Giovinazzi. Han var senere også valgt som reservechauffør for Haas. Oliver Bearman kørte for Haas i stedet for Kevin Magnussen i FP1 i Emilia-Romagnas Grand Prix 2024.

### Debut
Oliver Bearman debuterede i Formel 1 ved at køre for Ferrari i Saudi-Arabiens Grand Prix 2024, og erstattede Carlos Sainz Jr. i løbet, fordi Carlos fik blindtarmsbetændelse. Oliver endte på en 6. plads.

### Haas
Den 4. juli 2024 blev det offentliggjort, at Oliver Bearman kommer til at køre Formel 1 for Haas i 2025-sæsonen.